# Дувдевани, Йехиэль
Йехиэль Дувдевани (ивр. יחיאל דובדבני‎; род. 1896 год, на Волыни, Российская империя — 30 апреля 1988 года, Израиль) — израильский политик, депутат кнессета 1-го созыва.

## Биография
Дувдевани родился в еврейской семье на Волыни, Российской империи, ныне территория Украины. Он учился в средней школе в Киеве, а затем один год в университете. Был участником движения «Аль ха-мишмар», ставшее впоследствии движением «Дрор».
В 1923 году Йехиель Дувдевани репатриировался на территорию Подмандатной Палестины, он был среди основателей кибуца Гиват-ха-Шлоша.
Дувдевани был секретарём Рабочего Совета Петах-Тиквы, в составе Еврейской бригады он участвовал во Второй мировой войне.
Был избран в кнессет 1-го созыва по списку партии МАПАЙ, работал в комиссии по внутренним делам и комиссии по иностранным делам и безопасности.
В 1952 году Дувдевани стал одним из основателей кибуца Эйнат.
Йехиэль Дувдевани скончался 30 апреля 1988 года в возрасте девяноста двух лет.